# Prix Albert Rayon
Prix Albert Rayon är ett travlopp för 3-åriga varmblodiga ston som körs på Vincennesbanan utanför Paris i Frankrike varje år. Det är ett Grupp 3-lopp, det vill säga ett lopp av tredje högsta internationella klass. Loppet körs över distansen 2100 meter. Förstapris är 31 500 euro.

## Vinnare
| År   | Häst             | Efter           | Kusk                  | Tränare               | Tid    |
| ---- | ---------------- | --------------- | --------------------- | --------------------- | ------ |
| 2024 | La Star Roc      | Aldo des Champs | Yoann Lebourgeois     | Bertrand Le Beller    | 1'11"1 |
| 2023 | Rikita J.P.      | Mister J.P.     | Matthieu Abrivard     | Jocelyn Robert        | 1'12"8 |
| 2022 | Don't Say Gar    | Varenne         | Alessandro Gocciadoro | Alessandro Gocciadoro | 1'12"8 |
| 2021 | Cash Bank Bigi   | The Bank        | Alessandro Gocciadoro | Alessandro Gocciadoro | 1'12"8 |
| 2020 | Hermine Girl     | Atlas de Joudes | Yoann Lebourgeois     | Stephane Provoost     | 1'11"7 |
| 2019 | In Your Dreams   | Donato Hanover  | Matthieu Abrivard     | Alessandro Gocciadoro | 1'13"6 |
| 2018 | Fubria           | Password        | Yoann Lebourgeois     | Philippe Allaire      | 1'14"2 |
| 2017 | Everglades       | Rodrigo Jet     | Thomas Levesque       | Thomas Levesque       | 1'13"5 |
| 2016 | Dream Life       | Royal Dream     | Jean-Philippe Dubois  | Philippe Moulin       | 1'14"3 |
| 2015 | Currency         | Orlando Vici    | Franck Nivard         | Fabrice Souloy        | 1'14"2 |
| 2014 | Baraka de Bellou | Prodigious      | Damien Bonne          | Adrien Pereira        | 1'16"4 |